# Bīdvāz
Bīdvāz är en ort i Iran.   Den ligger i provinsen Nordkhorasan, i den nordöstra delen av landet, 600 km öster om huvudstaden Teheran. Bīdvāz ligger 1 816 meter över havet och antalet invånare är 229.
Terrängen runt Bīdvāz är huvudsakligen kuperad, men söderut är den bergig. Bīdvāz ligger nere i en dal. Runt Bīdvāz är det ganska glesbefolkat, med 30 invånare per kvadratkilometer. Närmaste större samhälle är Ḩeşār-e Pahlavānlū, 18,0 km nordost om Bīdvāz. Trakten runt Bīdvāz består i huvudsak av gräsmarker.